# Nicholas Hawksmoor

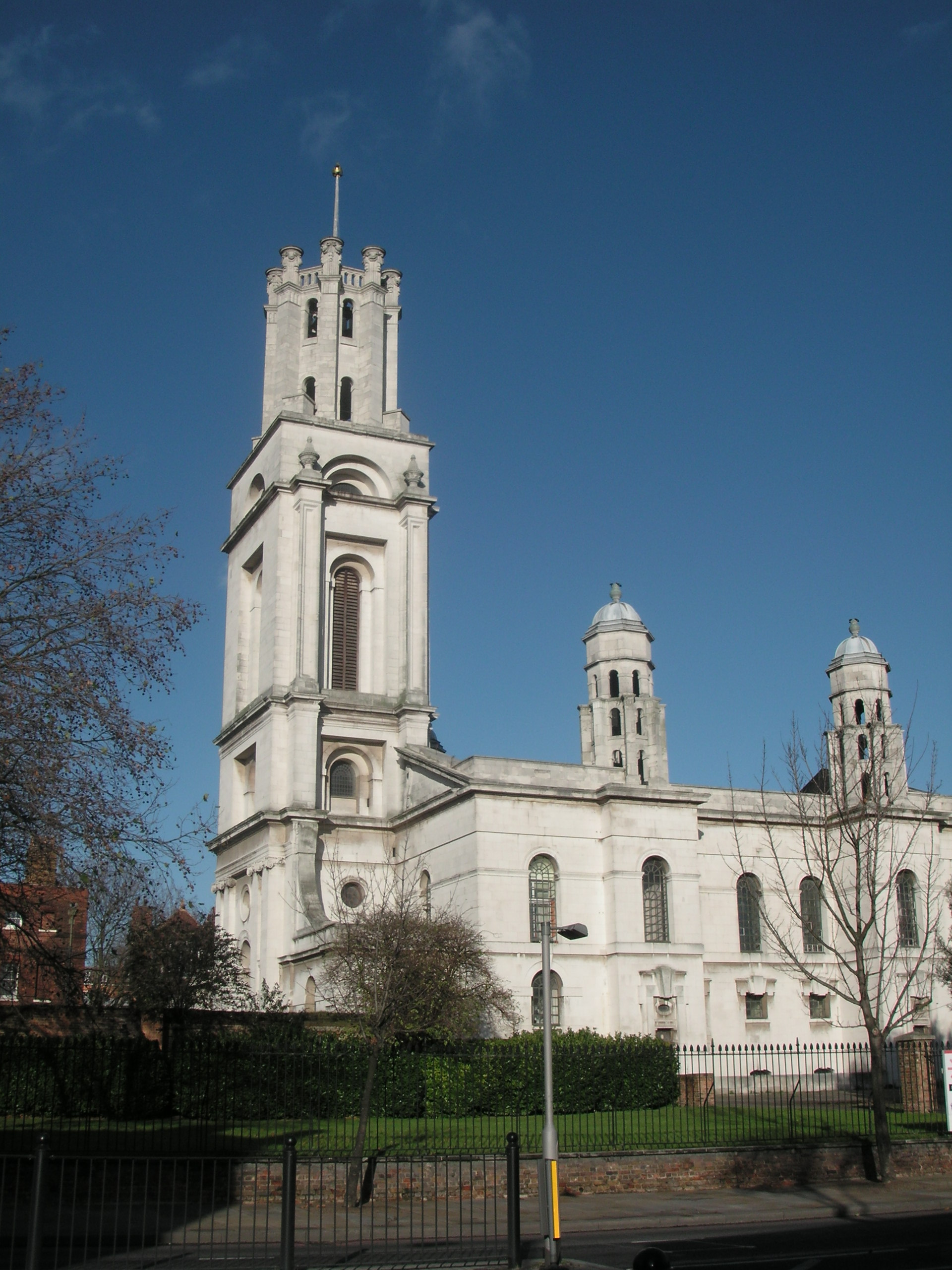
St George in the East, Wapping, London

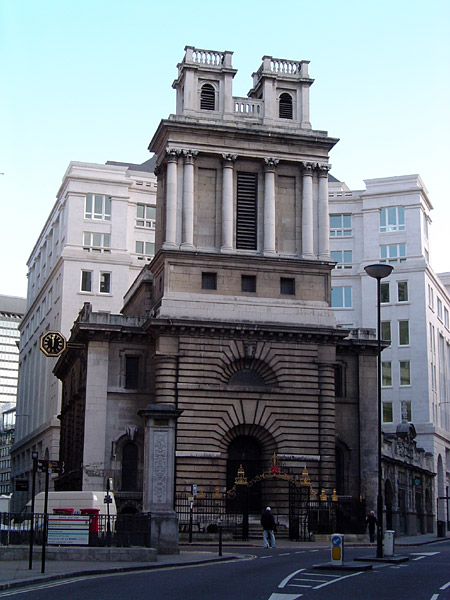
St Mary Woolnoth, London

Nicholas Hawksmoor, född 1661 i Nottinghamshire, död 25 mars 1736 i London, var en engelsk arkitekt under barockepoken.
Från omkring 1684 till 1700 arbetade Hawksmoor för sin lärare Christopher Wren med olika projekt som till exempel St. Paul's Cathedral i London och Greenwich Hospital. Hawksmoor reste till skillnad från andra arkitekter aldrig till Italien vilket möjligen kan förklara hans mycket personliga stil. Han brukar ändå anses vara en av barockens främsta arkitekter och han utformade en rad viktiga landmärken i London och Oxford. Särskilt hans kyrkor i London från 1714 till 1729 är anmärkningsvärda. 

## Några byggnader
- All Souls College, Oxford
- Clarendon Building, Oxford
- St Alfege, Greenwich
- St George Bloomsbury, London
- Christ Church, Spitalfields, London
- St George in the East, Wapping, London
- St Mary Woolnoth, London